# Angelo Michele Iorio
Pour les articles homonymes, voir Iorio.
Angelo Michele Iorio, né le 17 janvier 1948 à Morrone del Sannio, est un homme politique italien de centre-droit. Il est président de la région Molise de 1998 à 1999 et de 2001 à 2013.

## Biographie
Déjà démocrate-chrétien, il est élu député sur les listes de Forza Italia en 2001. 
Il est élu président de la Molise avec 58,2 % (116 333 voix).
Dans la province de Campobasso, il obtient 53,6 % et dans celle d'Isernia, moins peuplée et où il habite, un score de 70,5 %.
Au Conseil régional, en plus des trois conseillers élus sur la liste de Iorio (et de celui élu sur la liste de son adversaire de centre-gauche), Forza Italia a obtenu six sièges, tandis que CCD-CDU, Démocratie européenne et Alliance nationale ont obtenu chacune 3 sièges. À gauche, Démocrates de gauche et Margherita ont chacune 4 sièges, 1 élu pour la liste Verts-Communistes italiens et un pour la liste Italia dei Valori et pour Refondation communiste.
Les précédentes élections avaient eu lieu le 16 avril 2000, lorsque le candidat du centre-gauche Giovanni Di Stasi (Molise Democratico) gagna avec 49 % et Iorio (avec la liste Per il Molise) n'obtint que 48,7 %, avec seulement 625 votes de moins. Ces élections ont été annulées et recommencées le 11 novembre 2001.
Réélu en 2006, il remporte à nouveau les élections de 2011 mais de façon plus contestable.
Sa réélection en 2011 est annulée par le Conseil d'État fin octobre 2012. Du coup, une nouvelle élection doit être organisée avant fin janvier 2013 dans la région du Molise.